# Mélissa Drigeard
Mélissa Drigeard est une actrice, réalisatrice et scénariste française , née le 22 mai 1982 à Saint-Maurice (Val de Marne) .

## Biographie
Ses études la poussent vers la publicité où elle exerce le métier de conceptrice rédactrice pendant deux ans chez Young & Rubicam, avant de tout plaquer pour devenir comédienne. Ce sera chose faite au cours Florent, dans la classe de Benoît Guibert et Jérôme Pouly. Elle mène alors de front cours de théâtre et petits boulots jusqu’à rencontrer la pièce qui la fait réellement démarrer. Ce sera Juste la fin du Monde de Jean-Luc Lagarce au théâtre des Déchargeurs. Libération ne s’y trompe d’ailleurs pas « C'est ainsi que le metteur en scène dirige ses acteurs, les excellentes Jeanne Arènes (Catherine) et Mélissa Drigeard (Suzanne), dans un phrasé à haut débit ».
Elle se rend alors compte qu’être actrice ne lui suffit pas et se lance dans l’écriture d’une première pièce, Les Quatre Deneuve, qu’elle joue, écrit et produit, via sa compagnie de théâtre « Elle fait parler d’elle ». La pièce triomphe des années durant au festival d’Avignon, à Paris et en tournée. Cette pièce marque aussi sa première collaboration avec Vincent Juillet, qui devient son co-auteur sur de nombreux projets. Elle enchaîne alors les pièces qu’elle écrit et produit et entame une collaboration fructueuse avec Julien Boisselier qui met en scène deux de ses spectacles, Même si tu m'aimes (2011-2012) et 12 Millimètres (2018). Elle le dirigera à son tour au cinéma et à la télévision. C’est en effet la réalisation qui l’attire et la passionne de plus en plus.
En 2012, la rencontre avec Dominique Farrugia est déterminante, puisqu’il lui confie la réalisation de Jamais le premier soir, sorti le 1er janvier 2014. Le film est un succès. Mélissa Drigeard enchaîne alors avec la réalisation de la troisième saison de Hard. En 2016, toujours en compagnie de Vincent Juillet, elle écrit la série Quadras pour François-Xavier Demaison, qui en assure également la production. Sur Quadras, elle est à la fois scénariste, showrunner, actrice et réalisatrice. La série, diffusée sur M6 en 2017, est largement saluée par la critique,. Ses droits sont rachetés par la Fox qui en confie l’adaptation à Tom Kapinos, le créateur de Californication. Malgré un pilote prometteur, la Fox ne donne pas suite au projet. En 2019 elle écrit et tourne Tout nous sourit pour lequel elle obtient le Prix spécial du Jury au festival international du film de comédie de l'Alpe d'Huez, tandis que ses interprètes principaux, Elsa Zylberstein et Stéphane de Groodt, reçoivent chacun le prix d’interprétation.
On la retrouve sur l’île de la Réunion dès 2021 pour le tournage de Hawaii  (l’archipel hawaiien étant inaccessible pour cause de Covid). Le film est basé sur le fait réel d’une fausse alerte aux missiles survenue en janvier 2018.
En 2024 elle change radicalement de genre. Elle co-écrit, toujours avec Vincent Juillet, et tourne Le Gang des Amazones, l’histoire vraie de cinq jeunes femmes ayant braqué pas moins de sept banques dans le sud de la France entre 1989 et 1990 et surnommées Le gang des Amazones. Un film de braquage, de prison, de procès mais surtout un film sur le déterminisme social.

## Filmographie

### Actrice
- 2010 : Mafiosa, le clan d'Éric Rochant ; saison 3, 5 épisodes : Jessica
- 2011 : Mafiosa, le clan de Pierre Leccia ; saison 4, 1 épisode : Jessica
- 2011 : Les Adoptés de Mélanie Laurent : Aurélia
- 2015 : Bis de Dominique Farrugia : La mère de Sabrina
- 2017 : Quadras, série créée par Mélissa Drigeard et Vincent Juillet : Isabelle

### Réalisatrice
- 2014 : Jamais le premier soir
- 2015 : Hard, saison 3
- 2017 : Quadras, série co-réalisée avec Isabelle Doval
- 2020 : Tout nous sourit
- 2023 : Hawaii
- 2025 : Le Gang des Amazones

### Scénariste
- 2014 : Jamais le premier soir avec Vincent Juillet
- 2017 : Quadras, série créée par Mélissa Drigeard et Vincent Juillet
- 2020 : Tout nous sourit avec Vincent Juillet

## Théâtre
- 2006 : Juste la fin du Monde, de Jean-Luc Lagarce, Mise en scène par Jean-Charles MOUVEAUX - Scène Nationale du Cirque de Maubeuge, Théâtre Le Marais, Théâtre Les Déchargeurs
- 2007-2008 : Les 4 Deneuve, de Mélissa Drigeard et de Vincent Juillet, Théâtre Le Méry – Feux de la rampe – En tournée (Bruxelles, Tunis, Monaco…)
- 2009-2010 : Psycholove, de Mélissa Drigeard et de Vincent Juillet, Comédie de Paris - Festival d’Avignon 2009 et 2010
- 2011-2012 : Même si tu m'aimes, de Mélissa Drigeard et de Vincent Juillet, mise en scène Julien Boisselier, Comédie des Champs-Élysées, Théâtre Michel
- 2018 : 12 millimètres, de Mélissa Drigeard et de Vincent Juillet, mise en scène Julien Boisselier, Théâtre de l'Œuvre

## Distinctions

### Nominations
- 2018 : Globes de Cristal pour Quadras

### Récompenses
- 2019 : Festival international du film de comédie de l'Alpe d'Huez : Prix spécial du Jury pour Tout nous sourit